# Ein alter Tibetteppich
Ein alter Tibetteppich ist ein Gedicht der Dichterin Else Lasker-Schüler. Es ist eines ihrer bekanntesten und am häufigsten in Anthologien aufgenommenen Gedichte.
Es entstand im Jahr 1910, der Erstdruck erschien am 8. Dezember 1910 in der von Herwarth Walden, dem zweiten Ehemann von Else Lasker-Schüler, herausgegebenen Zeitschrift Der Sturm. Karl Kraus druckte es drei Wochen später in seiner Zeitschrift Die Fackel nach. 1911 erschien es im dritten von Lasker-Schüler veröffentlichten Gedichtband Meine Wunder.

## Text
Ein alter Tibetteppich

Deine Seele, die die meine liebet,

Ist verwirkt mit ihr im Teppichtibet.

Strahl in Strahl, verliebte Farben,

Sterne, die sich himmellang umwarben.

Unsere Füße ruhen auf der Kostbarkeit,

Maschentausendabertausendweit.

Süßer Lamasohn auf Moschuspflanzenthron,

Wie lange küßt dein Mund den meinen wohl

Und Wang die Wange buntgeknüpfte Zeiten schon?

## Aspekte der Deutung
In dem Gedicht werden verschiedene Dimensionen kunstvoll miteinander verschränkt und ineinander gespiegelt: die Fäden des bildspendenden Teppichs, die Seelen der Liebenden und die „Textur“ des Textes mit ihren klanglichen und formalen Fügungen. Gleichzeitig werden die Dichte und Enge aufgehoben in räumliche und zeitliche Weite. Ein weiteres Charakteristikum sind kühne Wortkompositionen und Neuschöpfungen, die unter anderem wiederum die Farbmotivik des Gedichts widerspiegeln.

## Urteile und Rezeption
Für Karl Kraus gehörte Ein alter Tibetteppich unter den Gedichten „zu den entzückendsten und ergreifendsten, die ich je gelesen habe, und wenige von Goethe abwärts gibt es, in denen so wie in diesem Tibetteppich Sinn und Klang, Wort und Bild, Sprache und Seele verwoben sind“.
Das Gedicht wurde mehr als 30 Mal vertont, u. a. von Charles Kálmán, Rolf Riehm und Erich Walter Sternberg.